# Köfn
Köfn è stato un duo musicale turco formatosi nel 2018 e scioltosi nel 2024. È stato costituito dai cantanti Bilge Kağan Etil e Salman Tin.

## Storia del gruppo
I Köfn hanno esordito nell'industria discografica con gli album in studio Tepeler (2019) e Rockstar (2021). Tuttavia, sono saliti alla ribalta soltanto nel 2022, anno in cui si sono fatti conoscere con la hit Bi' tek ben anlarım, rimasta al vertice della Turkey Songs per due settimane consecutive. Il brano, che ha fatto guadagnare alla formazione due premi Altın Kelebek, ha anticipato l'uscita del terzo LP, dal titolo Popstar (2023).
Yakışıklı (2023), in collaborazione con Simge, ha segnato il secondo ingresso del duo nella top ten turca di Billboard.

## Formazione
- Bilge Kağan Etil
- Salman Tin

## Discografia

### Album in studio
- 2019 – Tepeler
- 2021 – Rockstar
- 2023 – Popstar

### EP
- 2020 – Dans

### Singoli
- 2018 – Bul beni
- 2018 – Sensiz n'aparım ben
- 2019 – Güneşe dokundum
- 2019 – Yarım yarım
- 2020 – Taş kalbinin çöllerinde
- 2020 – Fren (con Xir)
- 2021 – Olan olmuş
- 2021 – Rockstar
- 2022 – Bi' tek ben anlarım (solo o con Yıldız Tilbe)
- 2023 – Al aramızdan
- 2023 – Popstar
- 2023 – Yakışıklı (con Simge)